# جليب النشأة (جيولوجيا)

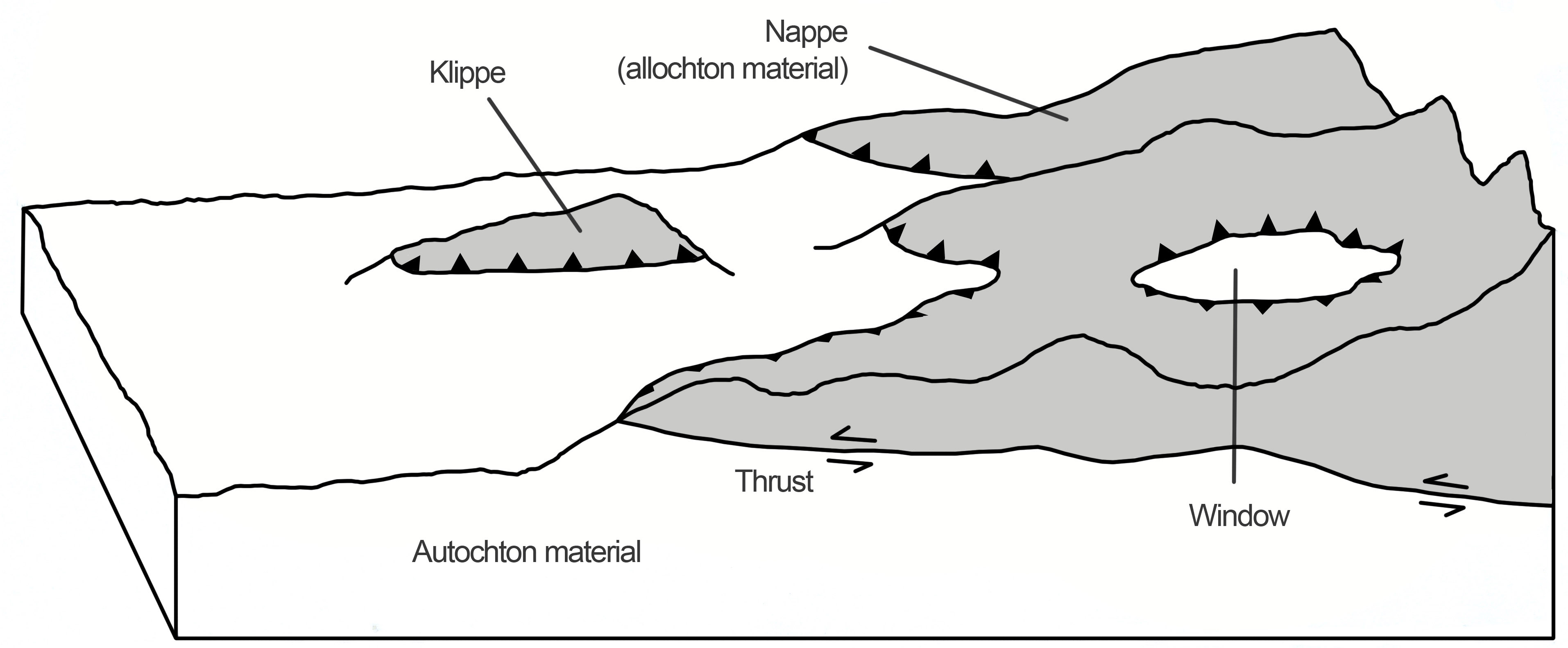
نظرة عامة تخطيطية لنظام الدسر. تسمى كتلة الجدار المعلق (عندما يكون لها نسب معقولة) بفريش الدسر. إذا تم إنشاء ثقب تآكل في الفريش الذي يسمى نافذة. الكليبي هو نتوء انفرادي لفريش الدسر في منتصف المواد الأصلية.

جليب النشأة أو كتلة جليبة النشأة في الجيولوجيا الهيكلية هي كتلة كبيرة من الصخر التي تم نقلها من موقعها الأصلي للتكوين، وعادةً عن طريق التصدع في الزوايا المنخفضة. يسمى جليب النشأة المعزول من الصخر الذي دفعه إلى موضعه كليبي. إذا كان لدى جليب النشأة «ثقب» فيه حتى يتمكن الفرد من عرض أصلي النشأة أسفل جليب النشأة، فإن الحفرة تسمى «نافذة» (أو Fenster). أصل الكلمة: اليونانية. «ألو» = أخرى، و «شثون» = الأرض.
في علم المسطحات المائية الداخلية، تأتي مصادر المصادر الجليبة للكربون أو المغذيات المتجانسة من خارج النظام المائي (مثل المواد النباتية والتربة). إن مصادر الكربون من داخل النظام، مثل الطحالب والانهيار الميكروبي للكربون العضوي ذي الجسيمات المائية، هي مواد أصلية النشأة. في شبكات الأغذية المائية، يُطلق على جزء الكتلة الحيوية المشتق من مادة غير متجانسة اسم «جليب النشأة».، تهيمن المصادر الجليبة الكربونية غير المتجانسة في الجداول والبحيرات الصغيرة، بينما تهيمن المصادر الأصلية في البحيرات الكبيرة والمحيطات.